# شرکت آدم‌کشی (فیلم ۱۹۶۰)
شرکت آدم‌کشی (به انگلیسی: .Murder, Inc) فیلمی در ژانر درام و جنایی به کارگردانی استوارت روزنبرگ است که در سال ۱۹۶۰ منتشر شد. ستارگان این فیلم استوارت ویتمن، می بریت، هنری مورگان، پیتر فالک و سیمون اوکلند بودند. این فیلم سینماسکوپ به تهیه کنندگی برت بالبان بوده‌است. فیلمنامهٔ آن بر اساس داستانی به همین نام و واقعی نوشته شده که داستان گروهی را در دههٔ ۳۰ بروکلین روایت می‌کند.

## بازیگران
- استوارت ویتمن
- می بریت
- هنری مورگان
- پیتر فالک
- وینسنت گاردنیا
- هری مورگان
- سیمون اوکلند
- سارا وان
- هاوارد اسمیت
- هنری مورگان
- ژوزف کامپانلا
- سیلویا مایلز
- سیمور کاسل